# Satteldruck

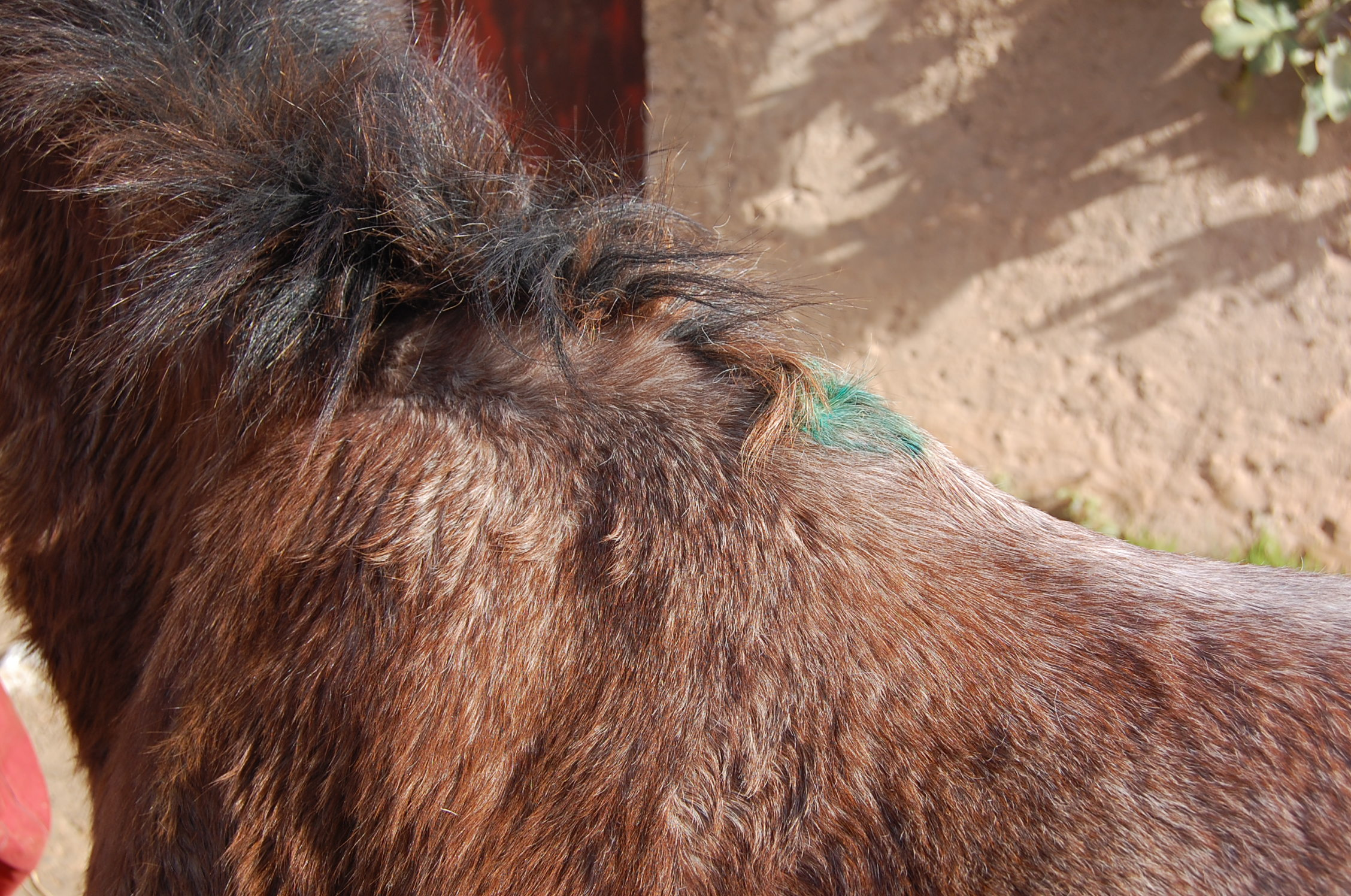
Beginnender Satteldruck, vom Besitzer mit antiseptischem Spray behandelt, 2014

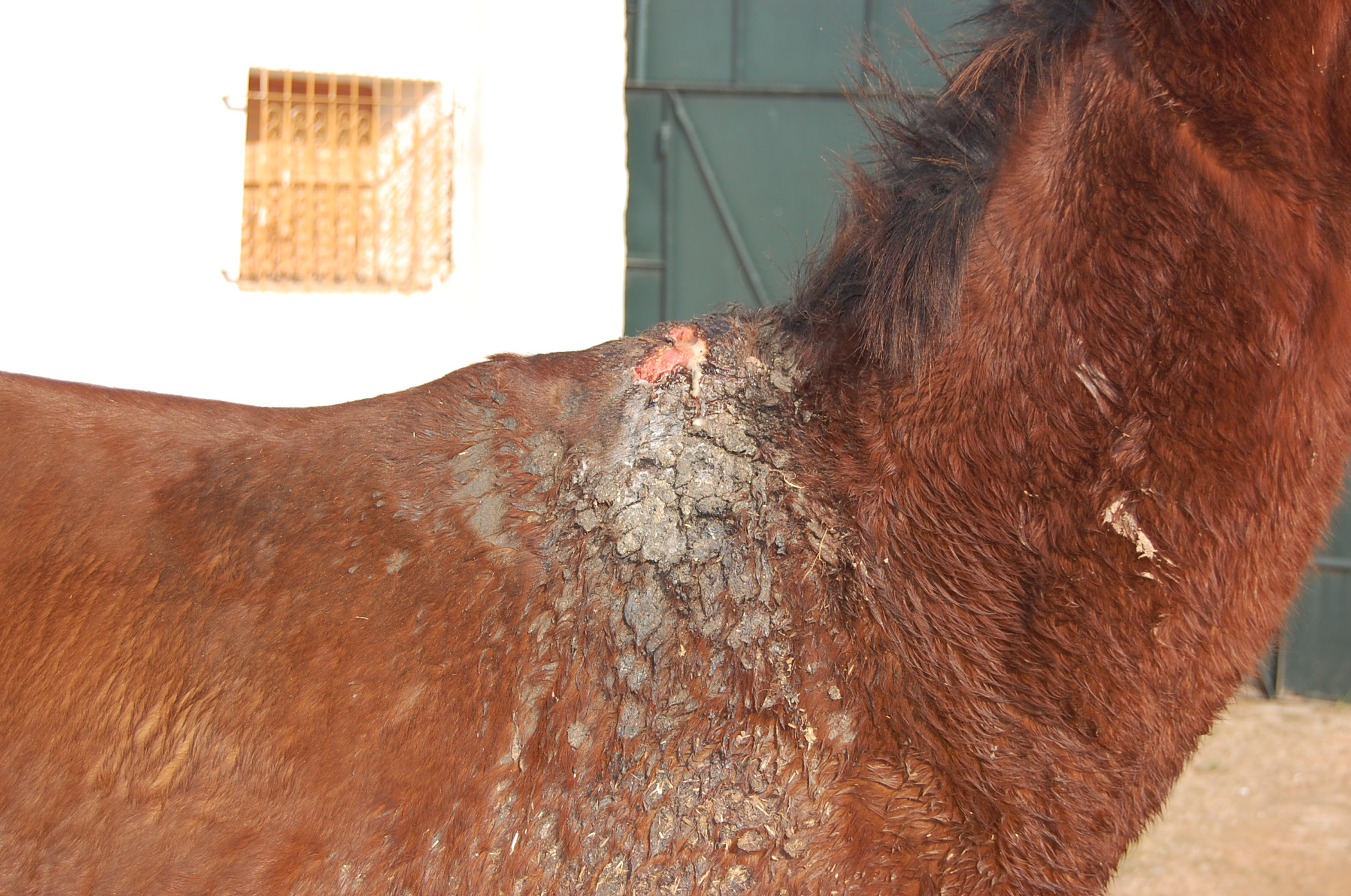
eitriger Satteldruck, 20 Tage alt, 2014

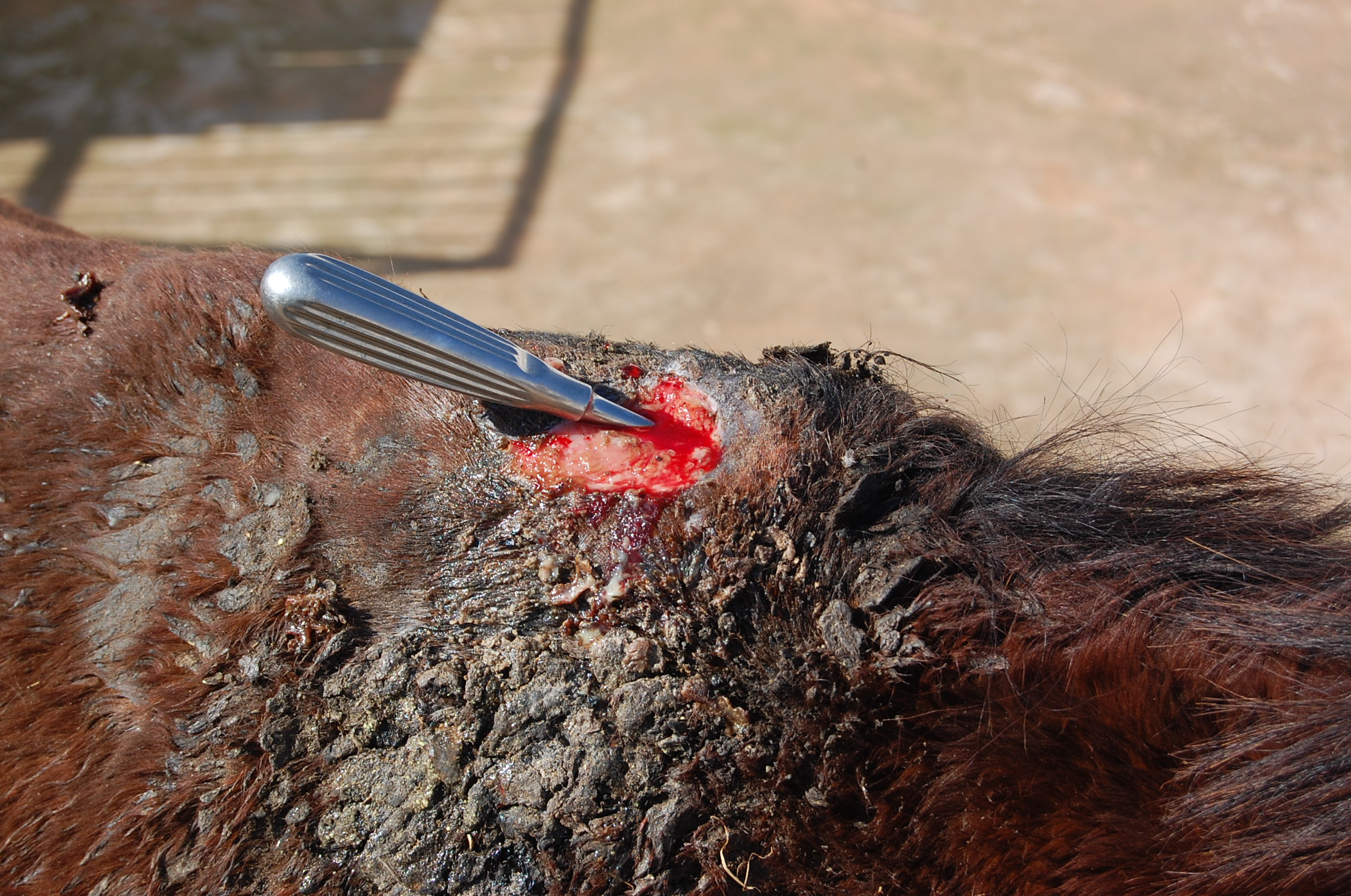
Sondierung des 20 Tage alten Satteldrucks, die Fistel ist 8 cm tief, 2014

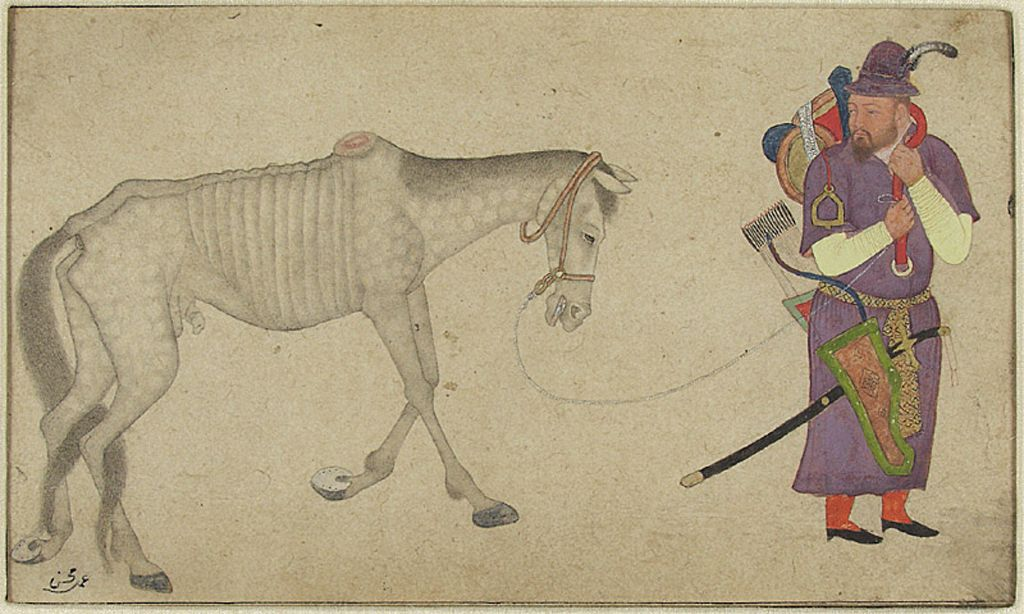
Tukrmenischer Krieger führt ein abgemagertes Pferd mit offenem Satteldruck, 17. Jhdt

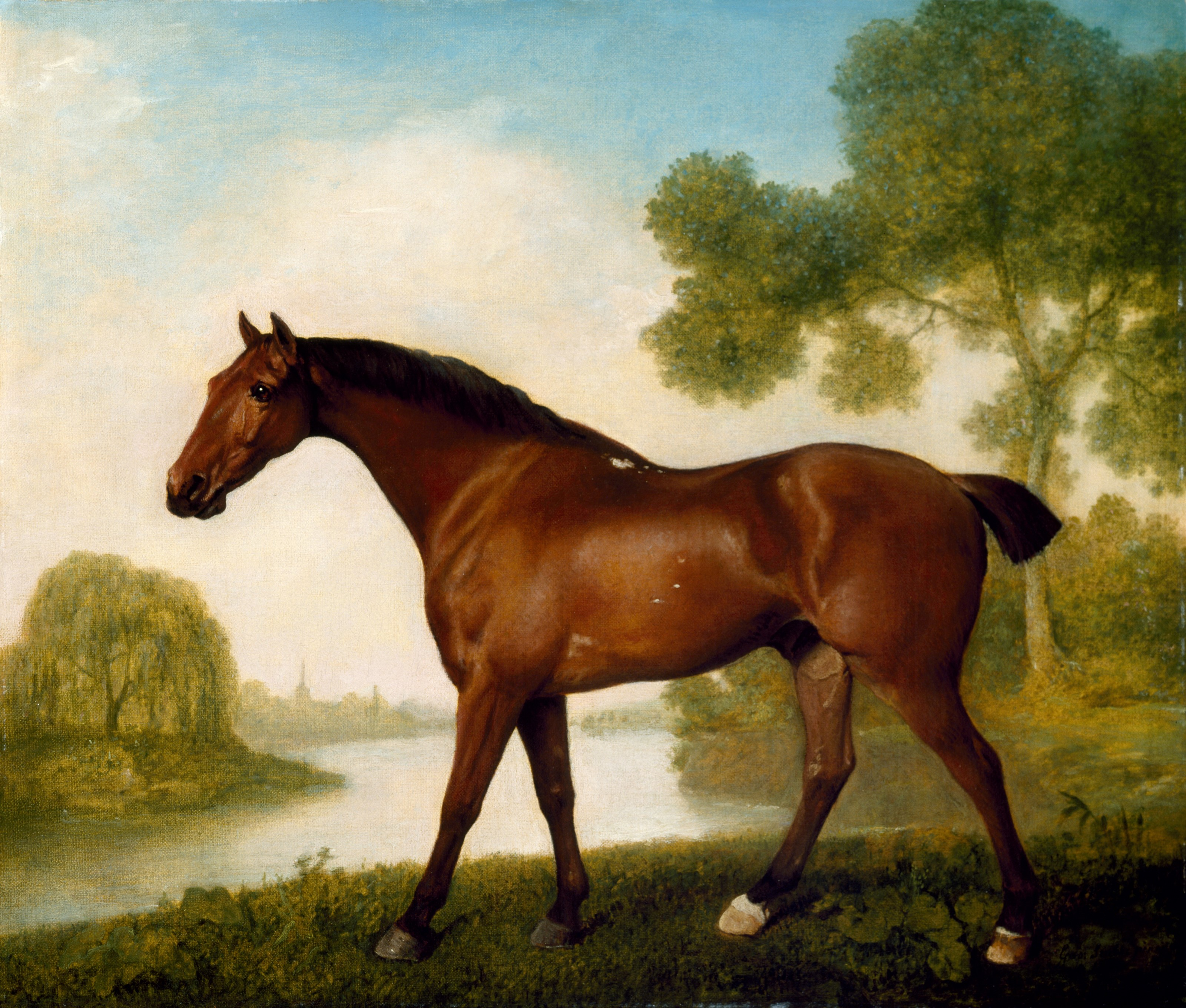
Pferd mit weißen Stellen am Widerrist von ausgeheiltem Sattedruck, an den Seiten sind außerdem weiße Stellen von Sporenverletzungen zu sehen, Gemälde von George Stubbs

Ein Satteldruck ist eine schmerzhafte Druckstelle auf der Haut in der Sattellage beim Pferd. Eine Druckstelle in der Gurtlage wird Gurtdruck genannt.

## Ursachen
Satteldruck entsteht, wenn ein Reitsattel auf dem Pferderücken nicht richtig passt und deshalb an den Auflagestellen drückt. Auch ein passender, aber nicht richtig positionierter Sattel kann Satteldruck verursachen, ebenso wie ein rutschender Sattel, bei dem beispielsweise nicht richtig nachgegurtet wurde, oder eine verschmutzte oder nicht korrekt aufgelegte Satteldecke. 
Mangelnde Fellpflege und Schmutz in der Sattellage oder Gurtlage können ebenfalls Ursache für einen Druck sein. 
Ein Druck kann sehr schnell und zunächst unbemerkt entstehen. Auch bei gut angepasstem Lederzeug kann es genügen, wenn schlecht geputzt oder nachlässig gesattelt wird. Wenn ein Pferd bereits einmal einen Satteldruck hatte, ist die Haut geschädigt und daher besonders anfällig für ein erneuten Satteldruck.

## Kennzeichen
Aufgeraute Haare nach dem Abnehmen des Sattels oder Stellen, an denen Fell abbricht und stumpf wird, sind meist Anzeichen für einen beginnenden Satteldruck. Auch wenn die Sattellage nicht gleichmäßig nass geschwitzt ist, ist dies ein Anzeichen für einen unpassenden Sattel, denn entweder werden die trockenen Stellen gar nicht vom Sattel berührt oder aber abgequetscht, so dass die Schweißproduktion unterbunden wird. In fortgeschrittenerem Stadium schwillt die betroffene Stelle an, und häufig fallen die Haare aus. Es kann sich eine tiefe, eitrige Fistel bilden.
Wenn die Haare wieder nachwachsen, bleiben sie bei farbigen Pferden meist weiß, da die Haut geschädigt wurde und dadurch die Pigmentierung gestört ist. 
Besondere Sorgfalt ist beim Aufschirren geboten. Wenn etwas nicht korrekt verschnallt oder verdreht ist, kann in kürzester Zeit ein Druck entstehen, bei dem sich die oberste Hautschicht wie bei einer Wasserblase ablöst und eine sogenannte Zieharmonika (gefältelte, abgelöste Haut) bildet.

## Vorbeugung

### Satteln
Vor dem Auflegen eines Sattel muss immer durch Darüberstreichen mit den Fingern überprüft werden, ob die Sattellage und die Gurtlage auch wirklich sauber sind, ob es Schwellungen, warme oder struppige Stellen gibt. Dabei ist auch die Gegend zu prüfen, wo sich der Rand der Satteldecke befindet. Insbesondere bei Westernpads können hier Scheuerstellen entstehen. 
Beim Satteln oder Aufschirren darf das Fell nie gegen den Strich belastet werden, alle Haare müssen immer glatt in Fellrichtung liegen.

### Aufschirren
Vor dem Aufschirren muss immer die gesamte Geschirrlage überprüft werden, die Lage des Kumts oder des Brustblatts, der Selett oder des Kammdeckels, des Hintergeschirrs und die Partien des Bauches, an denen die Stränge verlaufen. Wenn hier das Fell angegriffen ist, muss eventuell über breitere Ortscheite nachgedacht werden. 
Bei der Dockenanspannung ist das Risiko eines Druckes besonders groß, da die Bewegung der Pferdeschultern nicht durch das Ortscheit ausgeglichen wird, und sich die Schulter im Verhältnis zu Brustblatt oder Kumt bewegt. Bei dieser Anspannung scheuert das Geschirr zwangsläufig auf der Schulter.
Bei Spitzkummets für den schweren Zug, wird ein Unterkumt verwendet, das der Schonung der Kumtlage dient.

### Passform des Lederzeug
Zur Kontrolle der Sattelpassform und zur Vermeidung von Druckschäden durch den Sattel gibt es verschiedene elektronische und konventionelle Analyseverfahren. Auf dem stehenden Pferd ist die Vermessung mit Hilfe von Messgittern (Rückenabdruck) oder mit Hilfe von 3D-Scan-Verfahren möglich. Am gerittenen Pferd kann man eine Passformkontrolle mit computergesteuerten Druckmessmatten durchführen. Mit speziellen weichen Gelpads kann man einen Negativabdruck erzeugen, anhand dessen man erkennt, an welcher Stelle der Sattel besonderen Druck ausübt.
Spezielle druckresorbierende Gelpads können bei einem unpassenden Sattel nur einen geringen Ausgleich leisten. Eine Fellsatteldecke kann bei empfindlichen Pferdefell, die Haare des Pferdes schützen und zur Vorbeugung beitragen. Zum Wohle des Pferdes ist daher immer eine gute Passform des Sattels erforderlich.
Ein gut passender Sattel kann theoretisch ohne Satteldecke verwendet werden und wird dennoch keinen Satteldruck verursachen. Die Satteldecke schützt den Sattel vor Schweiß und Staub aus dem Pferdefell, nicht aber den Pferderücken vor einem schlecht passenden Sattel. Daher sind Ledersatteldecken, die nicht polstern, bei gut angepassten Sätteln durchaus eine Alternative.

## Maßnahmen
Bis zum vollständigen Abheilen darf dem Pferd kein Sattel aufgelegt werden. Bei offenen, klaffenden oder eitrigen Wunden sollte der Tierarzt gerufen werden. Die Ursache des Satteldrucks muss ermittelt und abgestellt werden.

## Zwang
Sattelzwang und Gurtzwang sind reflexhafte Abwehrreaktionen gegen das Sattlen. Pferde, die schlechte Erfahrungen mit dem Satteln, mit Satteldruck oder Gurtdruck gemacht haben, entwickeln häufig solch eine zwanghafte Reaktion. Sattelzwang ist keine Unart des Pferdes, sondern eine logische Folge von menschlichem Fehlverhalten.
Die Abwehrreaktion kann von Anspannung, Unruhe, Kopfschlagen, Wegdrücken des Rückens, Schlagen nach dem Gurt, Beißen nach dem Menschen bis zum Hinwerfen und Wälzen, oder Lahmen sobald ein Sattel aufgelegt ist, reichen. Ursachen sind entweder unsensibles Verhalten gegenüber dem Pferd während der Ausbildung und beim täglichen Umgang, oder ein Druck. 
Da die Abwehrreaktion als Reflex verinnerlicht ist, genügt es nicht die ursprüngliche Ursache zu beseitigen, sondern es muss über Monate hinweg neues Vertrauen aufgebaut werden. 
Dazu gehört, dass ein Pferd mit weißen Stellen in der Sattel- oder Gurtlage, oder bekanntem Sattel- oder Gurtzwang, besonders sorgsam gesattelt werden muss. Bei Gurtzwang darf der Sattelgurt nur Schrittweise, Loch für Loch, angezogen werden. Wenn das Pferd eine Abwehrreaktion zeigt (Anspannung, Kopfschlagen, Unruhe) darf der Gurt nicht weiter angezogen werden. Stattdessen kann das Pferd geführt werden, bis es wieder entspannt ist und dann in einem zweiten Schritt der Gurt um ein weiteres Loch angezogen werden. 
Bei Pferden mit Sattelzwang oder Gurtzwang ist eine Aufsteighilfe ratsam, damit der Pferderücken entlastet wird und der Sattel beim Aufsteigen auf nicht verrutscht.
Sattelzwang geht mit Verspannung einher. Daher muss nicht nur das Satteln für das Pferd angenehm gestaltet werden, sondern auch die Verspannungen gelöst werden. Dazu kann es zunächst ohne Gurt, dann mit leichtem Deckengurt, später mit einem Longiergurt, mit einem Pad und schließlich mit einem Sattel longiert werden, um es Vorwärts-Abwärts zu dehnen. Der Rücken soll schwingen und sich aufwölben. Mit Cavaletti-Arbeit und Gymnastikreihen kann die Bascule gefördert werden. Das Pferd soll beim Satteln und an der Longe keine Spannungen mehr zeigen. Nur wenn sich das Pferd unter dem Sattel wohl und losgelassen fühlt, kann es wieder Vertrauen zum Sattel entwickeln. Nach dieser Phase kann wieder vorsichtig mit dem Reiten begonnen werden, wobei der Fokus auf der Lösungsphase liegt.
Auch nach Jahren kann eine längere Reitpause oder eine Nachlässigkeit das Vertrauen wieder stören und erneut Sattelzwang auslösen.